# Утагава Кунимаро
Утагава Кунимаро (яп. 歌川 国麿, годы творчества 1845—1875) — японский художник. Работал в жанрах якуся-э, фукэй-га, бидзин-га, муся-э. Ученик Утагавы Куниёси.

## Биография
О жизни Кунимаро Утагавы, как и о большинстве художников укиё-э, не сохранилось никаких биографических сведений. Известно только, что он был учеником выдающегося мастера Куниёси Утагавы.

## Творчество

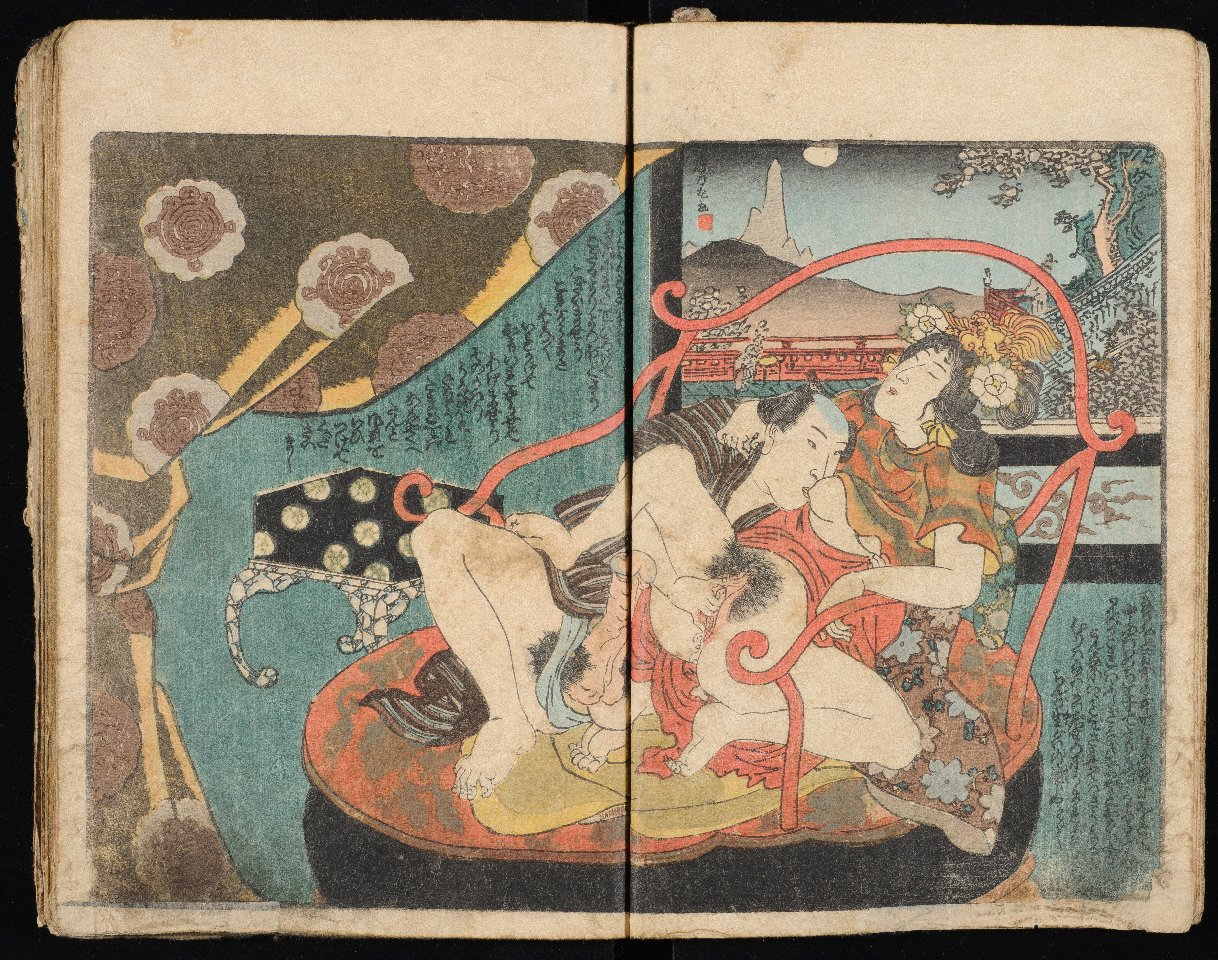
Эротическая гравюра Кунимаро

Кунимаро Утагава — художник широкого творческого диапазона: изображения чувственных красавиц, известных актёров, а также новый тип портрета — мемориальный, сцены из спектаклей, борцы сумо, сюжеты исторических хроник, батальные сцены, жанровые зарисовки, пейзажная гравюра, получившая развитие в начале XIX века, во многом благодаря работам выдающегося мастера пейзажа Андо Хиросигэ.
Кунимаро принял участие в грандиозном проекте под названием «Памятные места Токайдо». Токайдо — главная дорога Японии, связавшая старую имперскую столицу Киото и новую столицу сёгуната Эдо. Эта дорога стала основным действующим лицом серии. Серия объединила семнадцать художников, выполнивших около ста шестидесяти гравюр. Также Кунимаро был одним из четырёх мастеров школы, работавших над мемориальными портретами Утагавы Кунисады. Работа Кунимаро отличается от типичной композиции буддийских посмертных картин: вместо обычного изображения коленопреклонённого Кунисады Кунимаро избрал оплечную композицию, похожую на гравюры самого́ покойного мастера.